# エスワン
S1（エスワン）は、日本のアダルトビデオメーカー。フルネームはS1 NO.1 STYLE（エスワン ナンバーワンスタイル）。
株式会社WILLの社内メーカーで、単体女優物のうち特にモデル系やギャル系などのスレンダー女優や美形女優、爆乳女優のみを扱う。2004年11月の設立から1年あまりで、MOODYZと並ぶ会社の看板メーカーに成長した。

## 特徴
MOODYZに続く北都の社内レーベルとして発足。2004年の専門誌各紙10月号に12頁ぶちぬきの広告を出しリリースが告知された。

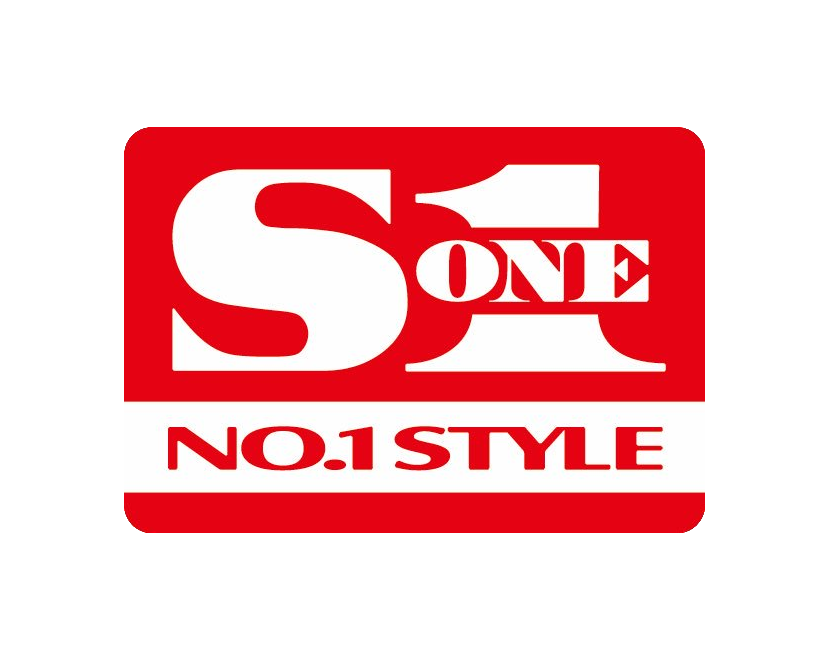
2024年11月販売分までのエスワンのブランドロゴ（初期は赤で囲われておらず、ロゴ内にグラデーションが掛かっていた）

当初キャッチコピーは「オチンチン入れちゃうセルメーカー」で、文字通り本番行為を売りにしていた。また、いわゆるビデ倫系のビデオが陰毛（当時）や肛門にまでモザイク処理を施していたのに対し、S1は「まる見え」をアピール。
最初期の一部作品を除いた全作が「ギリギリモザイク（ギリモザ）」になっており、当初はタイトルの冒頭に「ギリギリモザイク」（レンタル版は一部を除いてモザイクがセル版とは異なるので「オチンチン入れちゃう。」に変更される）が付いていた。本番以外の点では基本的にハードな内容は少なく、インディーズが得意とするジャンルと非インディーズが得意とするジャンルの中間を狙っていた。
立ち上げ時には「超一流の女優を超一流の監督で」をコンセプトとしており、後述のように移籍組と新人のハイブリッドな「S級女優」を擁する展開で、企画はやらない、ハメドリしない、男優は極力映さないという高級感をアピールしていた。これは当時のセルメーカーがレンタルでデビューした女優の移籍＝セル初という売り文句に頼っていたことを受け、新人女優を育成するセルメーカーという意味付けもあった。専属女優の長期化により幅を持たせる意味で、内容に関してはドラマ作品も採用するなど変容しているが、その後もキャッチフレーズを「日本一の美少女メーカー」、「日本一の超単体メーカー」とし、2020年現在WILL系列で唯一専属女優の出演作のみのリリースとなっているなど、ブランドイメージを保っている。
かつては女優は基本的にレンタル系からの移籍である「セル初」系と、初めてAVに出演する「新人」系（早咲まみ・麻美ゆまはほぼ同時期にビデ倫でもデビューしているが、新人扱いである）の2つに分けられていた。ただし、西野翔（2006年6月初登場）はすでにSODクリエイトやアイエナジーなどの作品に出演しており、「セル初」と「新人」のいずれにも該当しないため、「解禁」として扱っていた。同様に、吉沢明歩（2007年1月初登場）やみひろ（2007年8月初登場）も共にマキシング作品でセルデビューしており、「解禁」として扱っている。また、いおり（井上詩織・2006年12月初登場）や松島かえで（2008年10月初登場）は一度引退を経てエスワンでAV女優に復帰したので、「復活」として扱っていた。そのほか、MOODYZ専属女優だった南波杏は引退記念特別出演のため、「引退」として扱っていた。
2004年11月のスタート時には、蒼井そら、小川流果、小倉ありすの人気女優3名にかわい果南、白石みさと、早咲まみ、原千尋、日野鈴、MEW、持田茜、米倉夏弥の新人8名を加えた合計11名でスタートし、2005年3月にセル初7名、4月に新人10名同時デビュー後はほぼ毎月のペースで新女優を導入。大物は2005年3月の小森美樹、5月のあいだゆあ（スタイルアートとの2社専属）、6月の北島優、11月の麻美ゆま（アリスJAPANとの2社契約）、2006年5月の青木りんなど。蒼井そらの『セル初 蒼井そら ギリギリモザイク』（2004年）は累計10万本というヒット作となった。
2010年6月には、日本初のアダルト3D作品となる『3D×佳山三花 立体映像で魅せる極上BODYセックス』を発売した。
2010年6月より妹系AV女優のために新レーベル「トゥルリラ」を発足し、第1期生として瑠川リナがデビュー。その後は基本的にソフト路線の妹系AV女優に関しては、「トゥルリラ」レーベルで作品を発表し、比較的ハードな作品はS1レーベルとして作品を発表していたが、2013年4月にレーベル休止となった。レーベル名の「トゥルリラ」は、「TRUE REAL LOVE」（トゥルー リアル ラヴ）からきている。
かつてはデビューから一定の期間が経つと、一部の超人気女優を除いて、MOODYZなどWILL系列の他メーカーに移籍するケースが多かった。
リリースペースは月二回のリリース、女優ごとに1か月につき1作だが、場合によっては変則的な発売がされることもある。
2020年11月、「ド田舎の夏はヤルことがなくて…」シリーズの演出が評価され、「ど田舎」の単語が週刊プレイボーイ選定・2020年AV流行語大賞第9位に選ばれる。2022年8月には『朝を迎えてもひたすらに犯●れたい』シリーズ、および『こんな爆乳に挟まれたい』シリーズが、「令和のテッパンシリーズ」として週刊プレイボーイで誌面特集された。2023年6月にはファンの自宅訪問という従来にもあった切り口ながらも、24時間カメラを回す生活感の出る演出が好評を得た『M男クンのお宅に〇〇が緊急出撃』シリーズ、主観視点のバイノーラル録音、オナニーサポート作品『10変化』シリーズが新たなテッパンシリーズとして同誌で特集された。
2024年11月、エスワンは20周年を迎え12月リリース分よりロゴを変更し、12月から7か月連続で20周年記念作品をリリースすることを発表した。第1弾は12月10日にエスワン専属女優24名総出演のS1 PRECIOUS GIRLS 2024 オールスター24名大集合ハーレムアイランドSpecial。同年3月3日週FANZA通販フロアランキングにて、第4弾作品『エスワン20周年記念 AV業界史に残る最強タッグ作品 SUPER VVVIP 乱交 PARTY 舐めまくり 挿れまくり イキまくり 非日常で乱れまくる奇跡のドリーム大共演 河北彩伽 金松季歩 本郷愛 田野憂 小日向みゆう 兒玉七海 榊原萌 神楽ももか 五条恋』が初登場4位ランクイン。
2025年5月26日週FANZA通販フロアランキングでは第4弾作品『エスワン20周年記念 AV業界史に残る最強タッグ作品 たまったら射精しよう わたしたち おチ●ポテクニシャンです。 本郷愛 河北彩伽 金松季歩 miru 三田真鈴 七ツ森りり 浅野こころ 奥田咲 楓ふうあ 明日葉みつは』が初登場5位にランクインした。
2025年6月16日週FANZA通販フロアランキングにて、記念5弾作品『エスワン20周年記念 AV業界史に残る最強タッグ作品 1×18。AVメーカーS1所属の新人ADの俺は、最高セクシー女優様たちにこっそりシコられ、ハメられ、エロいことに巻き込まれる、AV職場ラッキーSEX』が初登場6位。

## 主なシリーズ

### S1
- S1 GIRLS COLLECTION
- 交わる体液、濃密セックス[13][14]
- 新人NO.1STYLE
- エロス覚醒シリーズ[13]
- 犯された●●シリーズ
- 秘密捜査官の女シリーズ
- ファン感謝祭シリーズ
- ギリギリモザイク
- コスチュームでパコパコ!
- バコバコ乱交
- ハイパーギリギリモザイク
- 相部屋NTR 不倫セックス に明け暮れた出張先の夜[13]
- ※台本一切無し!! ハメ撮り! すっぴん! 何でもアリ! [13]
- ど田舎の○○はヤルことがなくて[13]
- 初体験○本番スペシャル[13]
- 巨漢先輩の馬乗りプレスで寝取られ快楽堕ち
- はじめての大・痙・攣スペシャル
- 女子社員と絶倫上司が出張先の相部屋ホテルで…
- アナタの五感を刺激する ○○のシコシコサポートラグジュアリー（○○には主演女優名が入る）

など

### トゥルリラ (休止)
- ドキドキ初体験セックス
- ○○アイドル
- 制服ロマンス
- 萌え萌えコスプレ7
- ○○のヒミツの性感スイッチ

### S1 DASH
2012年6月にスタートしたデジタル配信専門レーベル。DMM.R18独占で先行配信され、後日完全版もリリースされる。出演者を以下にまとめる。
春菜はな、瑠川リナ、倉多まお、堀咲りあ、香西咲、上原保奈美、吉沢明歩、きみの歩美

## 専属女優
記号の意味
| ☆ | AVデビュー                         |
| ★ | セルデビュー                       |
| ◆ | MUTEKIからの転向                   |
| ◎ | 「トゥルリラ」デビュー及びリリース |

### 現在の専属女優
| 名前 | 名前         | 生年月日               | S1デビュー     | 備考                                                                               |
| ---- | ------------ | ---------------------- | -------------- | ---------------------------------------------------------------------------------- |
| ☆    | 夢乃あいか   | 1994年8月26日（30歳）  | 2013年5月7日   |                                                                                    |
|      | 奥田咲       | 1992年6月15日（33歳）  | 2013年8月19日  | アリスJAPANから移籍                                                                |
| ☆    | 河北彩伽     | 1999年4月24日（26歳）  | 2018年4月19日  | 旧芸名「河北彩花」、2024年3月より現芸名、2018年9月引退、2021年7月復帰              |
| ☆    | miru         | 1999年11月29日（25歳） | 2018年8月19日  | 旧芸名「坂道みる」、2021年5月より現芸名                                            |
| ☆    | 鷲尾めい     | 1997年10月20日（27歳） | 2019年4月7日   | 旧芸名「筧ジュン」、2020年3月より現芸名                                            |
| ☆    | 七ツ森りり   | 1995年6月8日（30歳）   | 2020年8月19日  | ファッションモデル                                                                 |
| ☆    | 凪ひかる     | 1997年4月6日（28歳）   | 2020年10月7日  | 旧芸名「有栖花あか」、2021年12月より「汐世」に改名、2022年11月に現在の芸名に改名。 |
| ☆    | 楓ふうあ     | 2001年4月20日（24歳）  | 2021年8月19日  |                                                                                    |
| ☆    | 兒玉七海     | 2002年6月22日（23歳）  | 2021年9月14日  | 旧芸名「小倉七海」、2023年5月より現芸名。2024年4月復帰                             |
| ☆    | 花アリス     | 2001年12月12日（23歳） | 2022年5月24日  | 旧芸名「悠紗ありす」、2024年2月より現芸名                                          |
| ☆    | 未歩なな     | 2002年6月12日（23歳）  | 2022年6月28日  | 元グラビアアイドル                                                                 |
| ☆    | 浅野こころ   | 2002年6月11日（23歳）  | 2023年3月28日  | 旧芸名「歌野こころ」、2023年8月より現芸名。                                        |
| ☆    | 小日向みゆう | 2002年7月10日（23歳）  | 2023年6月13日  | 旧芸名「清原みゆう」、2024年10月より現芸名。                                       |
| ☆    | 明日葉みつは | 2000年1月30日（25歳）  | 2023年7月11日  |                                                                                    |
|      | 本郷愛       | 1999年10月28日（25歳） | 2023年7月25日  | FALENOから専属移籍                                                                 |
| ☆    | 村上悠華     | 2003年1月30日（22歳）  | 2023年9月12日  |                                                                                    |
| ☆    | みなみ羽琉   | 1996年6月9日（29歳）   | 2023年9月26日  | 元グラビアアイドル、旧芸名「みなと羽琉」、2024年7月より現芸名。                    |
| ☆    | 五条恋       | 1997年11月18日（27歳） | 2023年10月24日 | 元グラビアアイドル                                                                 |
| ☆    | 三田真鈴     | 2002年6月28日（23歳）  | 2023年11月14日 |                                                                                    |
| ☆    | 神楽ももか   | 1999年5月1日（26歳）   | 2023年11月28日 |                                                                                    |
| ☆    | 早坂ひめ     | 2002年6月3日（23歳）   | 2024年1月30日  |                                                                                    |
| ☆    | 川越にこ     | 2003年4月23日（22歳）  | 2024年2月13日  |                                                                                    |
| ☆    | 渚あいり     | 2004年7月27日（21歳）  | 2024年3月26日  |                                                                                    |
| ☆    | 白上咲花     | 2003年12月27日（21歳） | 2024年4月23日  |                                                                                    |
| ☆    | 倉木華       | 2001年8月7日（24歳）   | 2024年5月28日  |                                                                                    |
| ☆    | 田野憂       | 2003年12月24日（21歳） | 2024年6月11日  | 元グラビアアイドル                                                                 |
| ◆    | 金松季歩     | 1989年12月22日（35歳） | 2024年7月9日   | 元グラビアアイドル                                                                 |
| ☆    | 榊原萌       | 2004年7月7日（21歳）   | 2024年9月24日  |                                                                                    |
| ☆    | 篠真有       | 2000年4月30日（25歳）  | 2024年10月8日  |                                                                                    |
| ☆    | 春乃るる     | 2004年3月12日（21歳）  | 2024年11月12日 | 旧芸名「夏空りか」、2025年3月より現芸名。                                          |
| ◆    | 石田佳蓮     | 1996年8月6日（29歳）   | 2024年11月12日 | 元アイドルグループメンバー                                                         |
| ☆    | 糸井瑠花     | 非公開                 | 2024年12月10日 |                                                                                    |
| ☆    | 瀬戸環奈     | 2004年5月10日（21歳）  | 2025年1月28日  | 元グラビアアイドル                                                                 |
| ☆    | 南沢海香     | 2004年8月30日（20歳）  | 2025年2月11日  |                                                                                    |
| ☆    | 桜乃りの     | 2004年11月12日（20歳） | 2025年3月11日  | 元アイドル                                                                         |
| ☆    | 新木希空     | 2004年10月10日（20歳） | 2025年3月25日  | 元グラビアアイドル                                                                 |
| ☆    | 笹倉彩       | 2001年6月20日（24歳）  | 2025年4月22日  |                                                                                    |
| ☆    | 木村愛心     | 非公開                 | 2025年5月27日  |                                                                                    |
| ☆    | 東実果       | 非公開                 | 2025年6月24日  |                                                                                    |
| ☆    | 音無鈴       | 2003年10月22日（21歳） | 2025年7月22日  |                                                                                    |
| ◆    | 紫堂るい     | 1999年5月29日（26歳）  | 2025年8月12日  | 元子役                                                                             |
| ☆    | 初美なのか   | 非公表                 | 2025年9月9日   |                                                                                    |

## カバーガール
| 年度 | 1月            | 2月                 | 3月                   | 4月                 | 5月             | 6月        | 7月                                     | 8月        | 9月                                                                                  | 10月       | 11月                | 12月                             |
| ---- | -------------- | ------------------- | --------------------- | ------------------- | --------------- | ---------- | --------------------------------------- | ---------- | ------------------------------------------------------------------------------------ | ---------- | ------------------- | -------------------------------- |
| 2004 | -              | -                   | -                     | -                   | -               | -          | -                                       | -          | -                                                                                    | -          | -                   | 蒼井そら                         |
| 2005 | MEW            | 米倉夏弥            | 藤沢マリ              | 安部ちなつ          | あいだゆあ      | 北島優     | 安部ちなつ                              | あいだゆあ | 小澤マリア                                                                           | 麻美ゆま   | さくら紗希          | はるる                           |
| 2006 | 石川えみ       | 穂花                | 麻美ゆま              | 青木りん            | 松嶋れいな      | 園原りか   | 松嶋れいな                              | 果梨       | 麻美ゆま                                                                             | あいだゆあ | MO☆MO               | 吉沢明歩                         |
| 2007 | 美優千奈       | 赤西涼              | 麻美ゆま              | 吉沢明歩            | かすみりさ      | かすみりさ | みひろ                                  | かすみりさ | 桃瀬えみる                                                                           | 初音みのり | 水城奈緒 初音みのり | 麻美ゆま                         |
| 2008 | 仲村知夏       | Rio                 | くるみひな            | 麻美ゆま 初音みのり | みひろ 蒼井そら | 佐山愛     | 麻美ゆま                                | 日向ひかる | 松島かえで                                                                           | 蓮井志帆   | 倉咲ゆう            |                                  |
| 2009 | 咲美りんね     | 恵けい              | 藤浦めぐ              | 桜ここみ            | 桐原エリカ      | 月見栞     | 音羽レオン                              | 佳山三花   | 「ギリモザ OLびんびん物語 誘惑編」 麻美ゆま、藤浦めぐ、恵けい かすみりさ、初音みのり | 大空かのん | 戸田アイラ          | 佐伯さき                         |
| 2010 | 初音みのり     | 希志あいの          | 藤間ゆかり            | 白瀬エリナ          | 瑠川リナ        | 立花さや   | あやせめる                              | 北川ゆり   | 西條るり                                                                             | 南ともか   | 青山ローラ          | 真木こころ                       |
| 2011 | 二階堂ソフィア | 沖田杏梨            | 菜月アンナ            | 森川真羽            | 市川まほ        | 水川菜々子 | 上原保奈美 森川真羽 水川菜々子 沖田杏梨 | 渚ことみ   | 梨々衣                                                                               | 源みいな   | 堀咲りあ 御厨あおい | アンジェ クリスマス壁紙 鶴田かな |
| 2012 | 篠原杏 香西咲  | 鶴田かな 絵里奈モア | 芦名ユリア 夏風まりん | 仲里紗羽 姫野ゆうり | 佐々木りのあ    | 成田つかさ | 長谷川リホ 中野エリカ                   |            |                                                                                      |            |                     |                                  |

## 番号

### シリーズ：ONSD
| 番号     | 片名                                                                   | 女優 |
| -------- | ---------------------------------------------------------------------- | ---- |
| ONSD-001 | S1ガールズコレクション み〜んなでパコパコしよっ♥                       |      |
| ONSD-002 | S1ガールズコレクション S級女優のじっくり極上セックス                   |      |
| ONSD-003 | .....................●︿●●︿●●︿●●︿●●︿●●︿●......................    |      |
| ONSD-004 | S1ガールズコレクション S1女学院♥み〜んなでパコパコ学園祭！             |      |
| ONSD-005 | S1ガールズコレクション オチンチン大好き♥い〜っぱいフェラチオしてあげる |      |
| ONSD-006 | S1ガールズコレクション ビッチャビチャ潮吹き大洪水22連発！              |      |
| ONSD-007 |                                                                        |      |

### シリーズ：ONED
| 番号     | 片名                                                              | 女優           |
| -------- | ----------------------------------------------------------------- | -------------- |
| ONED-001 | セル初 小倉ありす あなたのオナニーのために                        | 小倉ありす     |
|          | セル初 小川流果 美巨乳ギリギリモザイク                            | 小川流果       |
|          | セル初 蒼井そら ギリギリモザイク                                  | 蒼井そら       |
|          | 新人 MEW 僕ラハコノ娘ニ恋ヲスル                                   | MEW            |
|          | 新人 早咲まみ 新人／美乳／美少女                                  | 早咲まみ       |
|          | 新人 米倉夏弥 新人ギリギリモザイク                                |                |
|          | 新人×ザーメン 原千尋 美しい女のザーメンとセックス                 |                |
|          | 新人 かわい果南 宇宙的美少女                                      |                |
|          | 新人 持田茜 4回もエッチしてオシッコまでしちゃったよー（＞＿＜）   |                |
|          | 新人 日野鈴 新人ギリギリモザイク                                  |                |
|          | 新人 白石みさと 知的な女のド淫乱セックス                          |                |
|          | 女子校生 小倉ありす 学校でセックスしよっ                          |                |
|          | 癒し 小川流果 僕だけのボイン保育園                                |                |
|          | 女教師×女子校生 蒼井そら 淫乱痴女の女教師とカワイイ癒しの女子校生 |                |
|          | 願望 MEW MEWとの共同生活は24時間セックスざんまい！                | MEW            |
|          | ギリモザ 早咲まみ 美乳ギリギリモザイク                            |                |
|          | コスプレ 米倉夏弥 6つのコスチュームでパコパコ！                   |                |
|          | 美脚 原千尋 美脚美女の放尿とセックス                              |                |
|          | ギリモザ かわい果南 ギリギリモザイク                              |                |
|          | ラブラブデート 持田茜 初ごっくん/プチ露出/大量潮吹き              | 持田茜         |
|          | はげまし 日野鈴 綺麗なお姉さんのはげましとセックス                |                |
|          | 痴態 白石みさと 発情いきまくりトランス                            |                |
|          | ご奉仕 僕だけのご奉仕ANGEL                                        | 小倉ありす     |
|          | 胸キュン 流果はスケベな子猫ちゃん                                 | 小川流果       |
|          | 淫語 エロい女の淫語あそび                                         | 蒼井そら       |
|          | コスプレ 6つのコスチュームでパコパコ！                            | MEW            |
|          | 18才 僕ラハコノ娘二恋シテル                                       | 早咲まみ       |
|          | はげまし 綺麗なお姉さんのはげましとセックス                       | 米倉夏弥       |
|          | ギリモザ ギリギリモザイク                                         | 原千尋         |
|          | 凌辱 美少女愛玩調教                                               | かわい果南     |
|          | ザーメン カワイイ娘のザーメンとセックス                           | 持田茜         |
|          | あなオナ あなたのオナニーのために                                 | 日野鈴         |
|          | 拘束 猥褻拘束マニアックス                                         | 白石みさと     |
|          | ギリモザ カワイイ妹のはげましとセックス                           | 小倉ありす     |
|          | ギリモザ 舐めまくり淫乱女教師                                     | 小川流果       |
|          | ギリモザ 僕だけの蒼井そら                                         | 蒼井そら       |
|          | ギリモザ MEWが痴女ってあげる♥                                     | MEW            |
|          | ギリモザ 6つのコスチュームでパコパコ！                            | 早咲まみ       |
|          | ギリモザ 妄想的特殊浴場 本指名 米倉夏弥                           | 米倉夏弥       |
|          | ギリモザ 108発ごっくん！だって精子好きなんだもん。                | 原千尋         |
|          | ギリモザ 猥褻拘束マニアックス                                     | かわい果南     |
|          | ギリモザ ギリギリモザイク8本番                                    | 持田茜         |
|          | ギリモザ 病院でい〜っぱいエッチしよ♥                              | 日野鈴         |
|          | ギリモザ 変態エロエロ温泉旅行                                     | 白石みさと     |
|          | ギリギリモザイク ギリギリモザイク                                 | 小倉ありす     |
|          | ギリモザ 猥褻拘束マニアックス                                     | 小川流果       |
|          | ギリモザ 僕だけの♥巨乳ママ                                        | モカ           |
| ONED-993 | 爆乳ハーフ美女×ギリモザ 止まらない失禁                            | 花井メイサ     |
|          | ハイパー×ギリモザ 潮吹きハイパーギリモザ                          | 仲村知夏       |
|          | ギリモザ バコバコ乱交                                             | 平子エミリ     |
|          | ギリモザ 絶叫！ビッグマグナムFUCK                                 | 渋谷梨果       |
|          | ギリモザ 絶叫！ビッグマグナムFUCK                                 | Ami            |
|          | ハイパー×ギリモザ ものすごい顔射                                  | みひろ         |
| ONED-999 | 解禁×完全限定生産×ハイモザver2.1 ハイパーギリモザMV               | きこうでんみさ |

### シリーズ：SOE
| 番号    | 片名                               | 女優     |
| ------- | ---------------------------------- | -------- |
| SOE-001 | ハイパー×ギリモザ ディープスロート | 麻美ゆま |
| SOE-002 |                                    |          |

### シリーズ：SNIS
| 番号     | 片名 | 女優                |
| -------- | --- | ------------------- |
| SNIS-001 | 専属NO.1 STYLE 新山らん エスワンデビュー                                                                                              | 新山らん            |
| SNIS-002 | 明歩と咲 美人姉妹といつでもセックス                                                                                                   | 吉沢明歩、香西咲    |
| SNIS-003 | ムッチムチボディコンSTYLE | 春菜はな            |
| SNIS-004 | すっぴんだよ | きみの歩美          |
| SNIS-005 | バコバコ風俗NO.1指名 4時間スペシャル                                                                                                  | 緒川りお            |
| SNIS-006 | 交わる体液、濃密セックス | 夢乃あいか          |
| SNIS-007 | 犯された剣道部女子 | 笹原りむ            |
| SNIS-008 | 敏感爆乳パイズリ挟射4時間スペシャル                                                                                                   | 星野ナミ            |
| SNIS-009 | 黄金比ボディ | 宇都宮しをん        |
| SNIS-010 | 専属NO.1 STYLE 坂口みほののSEXYチャンネル                                                                                             | 坂口みほの          |
| SNIS-011 | オール顔射、絶対お掃除！！ | 明日花キララ        |
| SNIS-012 | 犯された新人アナウンサー凌辱の報道ステージ                                                                                            | 瑠川リナ            |
| SNIS-014 | 初めてのマン毛剃り | 伊藤りな            |
| SNIS-015 | 倉持結愛、イキます。 | 倉持結愛            |
| SNIS-016 | 精子ちょうだい | ティア              |
| SNIS-017 | バコバコ風俗NO.1指名4時間スペシャル                                                                                                   | 奥田咲              |
| SNIS-018 | 乱れ撃ち！肉弾ピストン | 新山らん            |
| SNIS-019 | 専属NO.1 STYLE 推川ゆうり エスワンデビュー                                                                                            | 推川ゆうり          |
| SNIS-020 | 超高級風俗嬢 | 吉沢明歩            |
| SNIS-021 | むっちむち肉感エステティシャン | 春菜はな            |
| SNIS-022 | きみの歩美 デビュー1周年記念作品「キミとの歩み、1年分だよッ」未公開SEX入り8時間SP！                                                   | きみの歩美          |
| SNIS-023 | すっぴんだよ | 緒川りお            |
| SNIS-024 | 夫の目の前で犯された幼妻 | 笹原りむ            |
| SNIS-025 | 輪姦された女子大生 | 石原あずさ          |
| SNIS-026 | 秘密捜査官の女誇り高き復讐エージェント                                                                                                | 星野ナミ            |
| SNIS-027 | 宇都宮しをん、イキます。 | 宇都宮しをん        |
| SNIS-028 | 交わる体液、濃密セックス | 坂口みほの          |
| SNIS-029 | 新人NO.1 STYLE さくらえな AVデビュー                                                                                                  | さくらえな          |
| SNIS-030 | バコバコ高級ソープ嬢 | 明日花キララ        |
| SNIS-031 | 恥じらいのお漏らし | 瑠川リナ            |
| SNIS-033 | 精子ちょうだい | 香西咲              |
| SNIS-034 | 痴漢願望の女ムッツリ巨乳娘編 | 倉持結愛            |
| SNIS-035 | 犯されたCA | ティア              |
| SNIS-036 | ジャイアント家族に犯された小っちゃな姉妹 夢乃あいか                                                                                   | 夢乃あいか 、奥田咲 |
| SNIS-037 | 敏感爆乳パイズリ狭射4時間スペシャル                                                                                                   | 新山らん            |
| SNIS-038 | 陶酔セックス4本番 | 推川ゆうり          |
| SNIS-039 | 専属NO.1 STYLE 交わる体液、濃密セックス                                                                                               | 秋山祥子            |
| SNIS-040 | 新人NO.1 STYLE あおば結衣 AVデビュー                                                                                                  | あおば結衣          |
| SNIS-041 | 体内汁ダラダラ | 吉沢明歩            |
| SNIS-042 | 肉感グラマー団地妻 | 春菜はな            |
| SNIS-043 | セーラー服捜査官放課後の性開発プログラム                                                                                              | きみの歩美          |
| SNIS-044 | 精子ちょうだい | 緒川りお            |
| SNIS-045 | 夢乃あいかのSEXYチャンネル | 夢乃あいか          |
| SNIS-046 | 制服少女おしえごと背徳淫行 | 笹原りむ            |
| SNIS-047 | バコバコ高級ソープ嬢 | 星野ナミ            |
| SNIS-048 | しをんと同棲ズボズボ性活 | 宇都宮しをん        |
| SNIS-049 | 巨根ズボズボ | 坂口みほの          |
| SNIS-050 | 初体験4本番スペシャル | さくらえな          |
| SNIS-051 | 新人NO.1 STYLE 宇佐美まい AVデビュー                                                                                                  | 宇佐美まい          |
| SNIS-052 | ホームティーチャーキララ | 明日花キララ        |
| SNIS-053 | 瑠川リナ、イキます。 | 瑠川リナ            |
| SNIS-055 | 犯されたレースクイーン恋人の目の前で凌辱されて                                                                                        | 香西咲              |
| SNIS-056 | むっちむちタイトスカートの事務員 | 倉持結愛            |
| SNIS-057 | エアロビクサーのいやらしい誘惑 | ティア              |
| SNIS-058 | いい娘すぎて何でも聞いちゃう老人介護士                                                                                                | 奥田咲              |
| SNIS-059 | バコバコ風俗NO.1指名4時間スペシャル                                                                                                   | 新山らん            |
| SNIS-060 | 交わる体液、濃密セックス | 推川ゆうり          |
| SNIS-061 | 秘密捜査官の女堕ちた気高き暗殺者 | 秋山祥子            |
| SNIS-062 | 初体験4本番スペシャル | あおば結衣          |
| SNIS-063 | イラマチオ奴隷志願社内で嫌われ者のOLは、優秀な口便器                                                                                  | 吉沢明歩            |
| SNIS-064 | ムチ肉喰い込みホットパンツ | 春菜はな            |
| SNIS-065 | 体内汁ダラダラ | きみの歩美          |
| SNIS-066 | セーラー服捜査官汚された純白 | 緒川りお            |
| SNIS-067 | 夢乃あいかがイクときの絶叫 | 夢乃あいか          |
| SNIS-068 | 恥じらいのお漏らし | 笹原りむ            |
| SNIS-069 | 精子ちょうだい | 星野ナミ            |
| SNIS-070 | 交わる体液、濃密セックス | 宇都宮しをん        |
| SNIS-071 | 犯された女子校生鬼畜達の棲む学園 | 坂口みほの          |
| SNIS-072 | さくらえな、イキます。 | さくらえな          |
| SNIS-073 | 初体験4本番スペシャル | 宇佐美まい          |
| SNIS-074 | 新人NO.1 STYLE 美織 AVデビュー1本限定AV解禁                                                                                           | 美織                |
| SNIS-075 | キララと同棲ズボズボ性活 | 明日花キララ        |
| SNIS-076 | 秘密捜査官の女淫獣に囚われたエージェント                                                                                              | 瑠川リナ            |
| SNIS-078 | スワッピング倉持結愛、派遣します。 | 倉持結愛            |
| SNIS-079 | ブラックディックファック | ティア              |
| SNIS-080 | 敏感爆乳パイズリ挟射4時間スペシャル                                                                                                   | 奥田咲              |
| SNIS-081 | 迫力映像V乳・尻・結合が目前に迫る徹底アングル                                                                                         | 新山らん            |
| SNIS-082 | バコバコ風俗NO.1指名4時間スペシャル                                                                                                   | 推川ゆうり          |
| SNIS-083 | 夫の目の前で犯された若妻 | 秋山祥子            |
| SNIS-084 | 巨根ズボズボ | あおば結衣          |
| SNIS-085 | 巨根ズボズボ | 吉沢明歩            |
| SNIS-086 | ぬるテカ肉感オイルボディ | 春菜はな            |
| SNIS-087 | 輪姦された女子高生 | きみの歩美          |
| SNIS-088 | 精子ちょうだい | 夢乃あいか          |
| SNIS-089 | 母に売られた娘 | 笹原りむ            |
| SNIS-090 | 痴漢願望の女 美人巨乳若妻編 | 星野ナミ            |
| SNIS-091 | バコバコ高級ソープ嬢 | 宇都宮しをん        |
| SNIS-092 | イラマチオ奴隷志願 仕事のできないドジなOLは、優秀な口便器                                                                             | 坂口みほの          |
| SNIS-093 | 体内汁ダラダラ | さくらえな          |
| SNIS-094 | 交わる体液、濃密セックス | 宇佐美まい          |
| SNIS-095 | 明日花キララの騎乗位スペシャル | 明日花キララ        |
| SNIS-096 | 体内汁ダラダラ | 瑠川リナ            |
| SNIS-097 | 犯されたCA | 香西咲              |
| SNIS-098 | ティアファン感謝祭 素人お宅訪問 | ティア              |
| SNIS-099 | ラブ◆キモメン | 奥田咲              |
| SNIS-100 | 交わる体液、濃密セックス | 新山らん            |
| SNIS-101 | 官能エステティシャン | 推川ゆうり          |
| SNIS-102 | オトコを鍛えるオチン○ン予備校 | 秋山祥子            |
| SNIS-103 | 恥じらいのお漏らし | あおば結衣          |
| SNIS-104 | わたし、犯されにゆきます。 ～夫想いの人妻編～                                                                                         | 吉沢明歩            |
| SNIS-105 | 押しに弱い肉感ナース | 春菜はな            |
| SNIS-106 | おじいちゃん大好き！ | きみの歩美          |
| SNIS-107 | 挿れッパ！！ 大好きなアングルを選んでヌケる実用的挿入シーン長回し作品                                                                 | 緒川りお            |
| SNIS-108 | 日に焼けた肌 | 夢乃あいか          |
| SNIS-109 | 「旦那さん、寝取らせていただきます」星野ナミファン感謝祭 素人お宅訪問                                                                 | 星野ナミ            |
| SNIS-110 | 顔射ベトベト | 宇都宮しをん        |
| SNIS-111 | 精子ちょうだい | 坂口みほの          |
| SNIS-112 | 犯された女子高生 催眠淫欲調教 | 宇佐美まい          |
| SNIS-113 | 新人NO.1 STYLE 成海うるみ AVデビュー                                                                                                  | 成海うるみ          |
| SNIS-114 | 専属NO.1 STYLE 小島みなみの潮吹きフルコース                                                                                           | 小島みなみ          |
| SNIS-115 | ラブ◆キモメン | 瑠川リナ            |
| SNIS-116 | 体内汁ダラダラ | 香西咲              |
| SNIS-117 | 輪姦された金髪女子高生 | ティア              |
| SNIS-118 | ブラックディックファック | 奥田咲              |
| SNIS-119 | 超乳インストラクター | 新山らん            |
| SNIS-120 | NO.1 ボディコン STYLE | 推川ゆうり          |
| SNIS-121 | 交わる体液、濃密セックス | さくらえな          |
| SNIS-122 | イラマチオ奴隷志願 ミスを繰り返す新卒OLは、優秀な口便器                                                                               | あおば結衣          |
| SNIS-123 | オイルエステでイカされたセレブ妻 | 吉沢明歩            |
| SNIS-124 | おっぱい離れできないボク気の弱いデカパイ教育実習生編                                                                                  | 春菜はな            |
| SNIS-125 | 挿れッパ！！ 大好きなアングルを選んでヌケる実用的挿入シーン長回し作品                                                                 | きみの歩美          |
| SNIS-126 | おじいちゃん大好き！ | 緒川りお            |
| SNIS-127 | ラブ◆キモメン | 夢乃あいか          |
| SNIS-128 | 巨根ズボズボ | 星野ナミ            |
| SNIS-129 | 外でエッチしよう | 宇都宮しをん        |
| SNIS-130 | 精子ちょうだい | 宇佐美まい          |
| SNIS-131 | 交わる体液、濃密セックス | 成海うるみ          |
| SNIS-132 | 新人NO.1 STYLE 庵野杏 AVデビュー | 庵野杏              |
| SNIS-133 | 交わる体液、濃密セックス | 小島みなみ          |
| SNIS-134 | わたし、犯されにゆきます。 ～嵌められた若妻編～                                                                                       | 瑠川リナ            |
| SNIS-135 | 完全ノーカット バッコンバッコン大乱交 3時間                                                                                           | 香西咲              |
| SNIS-136 | ティアと同棲ズボズボ性活 | ティア              |
| SNIS-137 | 体内汁ダラダラ | 奥田咲              |
| SNIS-138 | 痴漢願望の女 巨乳女子大生編 | 新山らん            |
| SNIS-139 | 秘密捜査官の女 剥ぎ取られたボディースーツ                                                                                             | 推川ゆうり          |
| SNIS-140 | 犯された女子高生 －美形アスリート少女の嗚咽と絶望－                                                                                   | さくらえな          |
| SNIS-141 | 精子ちょうだい | あおば結衣          |
| SNIS-142 | しながらセックス20 4時間 | 吉沢明歩            |
| SNIS-143 | 春菜はながイクときの絶叫 | 春菜はな            |
| SNIS-144 | 女子高生睾丸リフレ | きみの歩美          |
| SNIS-145 | 巨根ズボズボ | 緒川りお            |
| SNIS-146 | ジュルジュルべろべろ全身リップ | 星野ナミ            |
| SNIS-147 | セクシーチャンネル | 宇都宮しをん        |
| SNIS-148 | イラマチオ奴隷志願 地味でトロい同期OLは、優秀な口便器                                                                                 | 宇佐美まい          |
| SNIS-149 | 成海うるみ、イキます。 | 成海うるみ          |
| SNIS-150 | 初体験4本番スペシャル | 庵野杏              |
| SNIS-151 | 新人NO.1 STYLE 藍沢潤 AVデビュー こんなに美人で、ほぼ処女です。                                                                       | 藍沢潤              |
| SNIS-152 | 秘密捜査官の女 凌辱と復讐のレクイエム                                                                                                 | 明日花キララ        |
| SNIS-153 | みなみと同棲ズボズボ性活 | 小島みなみ          |
| SNIS-154 | あなたの職場で撮影します。 | 瑠川リナ            |
| SNIS-212 | 敏感爆乳パイズリ挟射 | 明日花キララ        |
| SNIS-213 | 犯された女子校生狙われた学園のアイドル                                                                                                | 小島みなみ          |
| SNIS-214 | 痴漢願望の女お漏らし女子大生編 | 瑠川リナ            |
| SNIS-215 | 巨根ズボズボ | きみの歩美          |
| SNIS-216 | 世話好き過ぎて何でも聞いちゃう老人介護士                                                                                              | 夢乃あいか          |
| SNIS-217 | ラブ◆キモメン | ティア              |
| SNIS-218 | 爆乳インストラクター | 奥田咲              |
| SNIS-219 | オッパイ揉みっぱなし ノンストップで乳を揉み続ける120分間                                                                              | 新山らん            |
| SNIS-220 | 宇佐美まいがイクときの絶叫 | 宇佐美まい          |
| SNIS-221 | 交わる体液、濃密セックス | 桜井彩              |
| SNIS-222 | 痴漢願望の女美人インストラクター編 | 吉沢明歩            |
| SNIS-223 | オッパイ揉みっぱなしノンストップで乳を揉み続ける150分間                                                                               | 春菜はな            |
| SNIS-224 | 生中出し解禁4本番 | 緒川りお            |
| SNIS-225 | ブラックディックファック | 星野ナミ            |
| SNIS-226 | ラブ◆キモメン | 成海うるみ          |
| SNIS-227 | 巨根ズボズボ | 庵野杏              |
| SNIS-228 | 犯された女子校生箱入り令嬢のヒミツ | 藍沢潤              |
| SNIS-229 | 超高級風俗嬢 | 白石悠              |
| SNIS-230 | 交わる体液、濃密セックス | 天使もえ            |
| SNIS-231 | 涼木みらい、イキます。初絶頂4本番 | 涼木みらい          |
| SNIS-232 | 新人NO.1 STYLE 一花のあ AVデビュー | 一花のあ            |
| SNIS-233 | 巨根ズボズボ | 明日花キララ        |
| SNIS-234 | 外でエッチしよう | 小島みなみ          |
| SNIS-235 | イラマチオ奴隷志願内気で影の薄い中途採用OLは、優秀な口便器                                                                            | 瑠川リナ            |
| SNIS-236 | ラブ◆キモメン | きみの歩美          |
| SNIS-237 | 下着モデルをさせられて… | 夢乃あいか          |
| SNIS-238 | 官能エステティシャン | ティア              |
| SNIS-239 | 恥じらいのお漏らし | 奥田咲              |
| SNIS-240 | 新山らんがイクときの絶叫 | 新山らん            |
| SNIS-241 | 制服少女変態おやじサークルの淫行記録                                                                                                  | 宇佐美まい          |
| SNIS-242 | 断りきれない性格で何でも聞いちゃう老人介護士                                                                                          | 桜井彩              |
| SNIS-243 | 秘密捜査官の女立ち向かう童顔エージェント                                                                                              | 吉川あいみ          |
| SNIS-244 | 吉沢明歩とノーパンノーブラデート | 吉沢明歩            |
| SNIS-245 | オッパイ揉みっぱなしノンストップで乳を揉み続ける120分間                                                                               | 星野ナミ            |
| SNIS-246 | 痴漢願望の女上京したての田舎娘編 | 成海うるみ          |
| SNIS-247 | イラマチオ奴隷志願仕事で存在価値を見出せないOLは、優秀な口便器                                                                        | 藍沢潤              |
| SNIS-248 | 巨根ズボズボ | 白石悠              |
| SNIS-249 | 超高級風俗嬢 | 天使もえ            |
| SNIS-250 | みらいと同棲ズボズボ性活 | 涼木みらい          |
| SNIS-251 | 一花のあ、イキます。初絶頂4本番 | 一花のあ            |
| SNIS-252 | 交わる体液、濃密セックス | 由愛可奈            |
| SNIS-253 | 新人NO.1 STYLE 葵 AVデビュー | 葵                  |
| SNIS-254 | 外でエッチしよう | 明日花キララ        |
| SNIS-255 | 下着モデルをさせられて… | 小島みなみ          |
| SNIS-256 | 素直すぎて何でも聞いちゃう老人介護士                                                                                                  | 瑠川リナ            |
| SNIS-257 | イラマチオ奴隷志願同僚を悩ませる腐女子OLは、優秀な口便器                                                                              | きみの歩美          |
| SNIS-258 | 美乳がポロリ | 夢乃あいか          |
| SNIS-259 | ティアがイクときの絶叫 | ティア              |
| SNIS-260 | 全裸の巨乳家庭教師 | 奥田咲              |
| SNIS-261 | ラブ◆キモメン | 新山らん            |
| SNIS-262 | 恥じらいのパイパン | 宇佐美まい          |
| SNIS-263 | 秘密捜査官の女-ダブル？フェイス-裏切りのエージェント-                                                                                 | 桜井彩              |
| SNIS-264 | パンパンピストン卑猥な音色は本気の証                                                                                                  | 吉沢明歩            |
| SNIS-265 | 痴漢願望の女プライドを汚され感じてしまった美人OL                                                                                      | 緒川りお            |
| SNIS-266 | 恥じらいのお漏らし | 星野ナミ            |
| SNIS-267 | 枯れ専過ぎて何でも聞いちゃう老人介護士                                                                                                | 成海うるみ          |
| SNIS-268 | 藍沢潤とノーパンノーブラデート | 藍沢潤              |
| SNIS-269 | イラマチオ奴隷志願出世欲丸出しの高飛車OLは、優秀な口便器                                                                              | 白石悠              |
| SNIS-270 | もえと同棲ズボズボ性活 | 天使もえ            |
| SNIS-271 | 交わる体液、濃密セックス | 涼木みらい          |
| SNIS-272 | 巨根ズボズボ | 一花のあ            |
| SNIS-273 | 葵、イキます。初体験4本番 | 葵                  |
| SNIS-274 | 新人NO.1 STYLE 雅さやか AVデビュー | 雅さやか            |
| SNIS-275 | 舐めつくし密着リップで全身キレイキレイ                                                                                                | 明日花キララ        |
| SNIS-276 | 全裸の管理人さん | 小島みなみ          |
| SNIS-277 | すぐにお漏らししちゃうから外でエッチしよう                                                                                            | 瑠川リナ            |
| SNIS-278 | きみの歩美がイクときの絶叫 | きみの歩美          |
| SNIS-279 | 痴漢願望の女巨乳女子大生編 | 夢乃あいか          |
| SNIS-280 | 交わる体液、濃密セックス人目もはばからず熱い結合編                                                                                    | ティア              |
| SNIS-281 | 下着モデルをさせられて… | 奥田咲              |
| SNIS-282 | 超乳エステティシャン | 新山らん            |
| SNIS-283 | 秘密捜査官の女嵌められた近親相姦の罠                                                                                                  | 宇佐美まい          |
| SNIS-284 | 超高級風俗嬢 | 桜井彩              |
| SNIS-285 | 専属NO.1 STYLE 伊東紅 エスワンデビュー                                                                                                | 伊東紅              |
| SNIS-286 | おま●こ、くぱぁ。 | 吉沢明歩            |
| SNIS-287 | りおと同棲ズボズボ性活 | 緒川りお            |
| SNIS-288 | パンパンピストン卑猥な音色は本気の証                                                                                                  | 星野ナミ            |
| SNIS-289 | 痴漢願望の女ドMな変態女子校生編 | 藍沢潤              |
| SNIS-290 | 白石悠がイクときの絶叫 | 白石悠              |
| SNIS-291 | 美乳がチラリ | 天使もえ            |
| SNIS-292 | 犯された女子校生放課後の輪姦教室 | 涼木みらい          |
| SNIS-293 | 交わる体液、濃密セックス | 一花のあ            |
| SNIS-294 | 巨根ズボズボ | 葵                  |
| SNIS-295 | 雅さやか、イキます。初絶頂4本番 | 雅さやか            |
| SNIS-296 | 新人NO.1 STYLE 美咲かんな AVデビュー                                                                                                  | 美咲かんな          |
| SNIS-297 | わたし、犯されにゆきます。～かよわき新人OL編～                                                                                        | 小島みなみ          |
| SNIS-298 | 卒業NO.1 STYLE | 瑠川リナ            |
| SNIS-299 | 全裸の家庭教師 | きみの歩美          |
| SNIS-300 | 生保レディの枕営業 | ティア              |
| SNIS-301 | 交わる体液、濃密セックス 人目もはばからず熱い結合編                                                                                   | 奥田咲              |
| SNIS-302 | おっぱい海女ちゃん 極上濡れアワビの巻                                                                                                 | 新山らん            |
| SNIS-303 | ラブ◆キモメン | 宇佐美まい          |
| SNIS-304 | 美乳がポロリ | 桜井彩              |
| SNIS-305 | 紅と同棲ズボズボ性活 | 伊東紅              |
| SNIS-306 | 新人NO.1 STYLE 森はるら AVデビュー | 森はるら            |
| SNIS-307 | 昼はボクの女上司、夜はオレの牝奴隷 | 吉沢明歩            |
| SNIS-308 | 緒川りおがイクときの絶叫 | 緒川りお            |
| SNIS-309 | 下着モデルをさせられて… | 星野ナミ            |
| SNIS-310 | 交わる体液、濃密セックス | 藍沢潤              |
| SNIS-311 | 犯された女子校生淡い恋心の悲しい結末                                                                                                  | 天使もえ            |
| SNIS-312 | ラブ◆キモメン | 涼木みらい          |
| SNIS-313 | 葵と同棲ズボズボ性活 | 葵                  |
| SNIS-314 | 巨根ズボズボ | 雅さやか            |
| SNIS-315 | 美咲かんな、イキます。初体験4本番 | 美咲かんな          |
| SNIS-316 | 新人NO.1 STYLE 天羽繭 AVデビュー | 天羽繭              |
| SNIS-317 | おま●こ、くぱぁ。 | 小島みなみ          |
| SNIS-318 | パンパンピストン卑猥な音色は本気の証                                                                                                  | ティア              |
| SNIS-319 | 痴漢願望の女セックスレス若妻の昼顔 | 奥田咲              |
| SNIS-320 | ブラックディックファック | 新山らん            |
| SNIS-321 | 完全ノーカットバッコンバッコン大乱交                                                                                                  | 宇佐美まい          |
| SNIS-322 | 全裸の管理人さん | 白石悠              |
| SNIS-323 | わたし、犯されにゆきます。～弟想いの美しき姉編～                                                                                      | 桜井彩              |
| SNIS-324 | 伊東紅がイクときの絶叫 | 伊東紅              |
| SNIS-325 | 森はるら、イキます。初体験4本番 | 森はるら            |
| SNIS-326 | 専属NO.1 STYLE 交わる体液、濃密セックス                                                                                               | 美里有紗            |
| SNIS-327 | ポルチオ開発されたあの日から… | 吉沢明歩            |
| SNIS-328 | ラブ◆キモメン | 緒川りお            |
| SNIS-329 | イラマチオ奴隷志願根暗で地味なOLは、優秀な口便器                                                                                      | 星野ナミ            |
| SNIS-330 | 秘密捜査官の女偽りの潜入任務 | 藍沢潤              |
| SNIS-331 | 天使もえファン感謝企画全裸の家政婦さん～素人お宅訪問編～                                                                              | 天使もえ            |
| SNIS-332 | 涼木みらいがイクときの絶叫 | 涼木みらい          |
| SNIS-333 | 交わる体液、濃密セックス | 葵                  |
| SNIS-334 | 超高級風俗嬢 | 雅さやか            |
| SNIS-335 | 巨根ズボズボ | 美咲かんな          |
| SNIS-336 | 天羽繭、イキます。初絶頂4本番 | 天羽繭              |
| SNIS-337 | 新人NO.1 STYLE 西原里伊奈 AVデビュー                                                                                                  | 西原里伊奈          |
| SNIS-338 | 昼はボクの女上司、夜はオレの牝奴隷 | 明日花キララ        |
| SNIS-339 | 痴漢願望の女 変態美人受付嬢編 | 小島みなみ          |
| SNIS-340 | 下着モデルをさせられて… | ティア              |
| SNIS-341 | 生保レディの枕営業 | 奥田咲              |
| SNIS-342 | 超乳がボロリ | 新山らん            |
| SNIS-343 | わたし、犯されにゆきます。～夫に尽くす若妻編～                                                                                        | 白石悠              |
| SNIS-344 | 桜井彩がイクときの絶叫 | 桜井彩              |
| SNIS-345 | 犯された女子校生 永遠に続く悲劇の舞台                                                                                                 | 伊東紅              |
| SNIS-346 | 超高級風俗嬢 | 森はるら            |
| SNIS-347 | おま●こ、くぱぁ。 | 美里有紗            |
| SNIS-348 | 専属No.1 STYLE あいみと同棲ズボズボ性活                                                                                               | 吉川あいみ          |
| SNIS-349 | 貴女の亭主は私に夢中… | 吉沢明歩            |
| SNIS-350 | 生理が始まる2日前のセックス | 緒川りお            |
| SNIS-351 | 生保レディの枕営業 | 星野ナミ            |
| SNIS-352 | 痴漢願望の女色情狂ナース編 | 天使もえ            |
| SNIS-353 | 秘密捜査官の女漆黒の闇夜に潜むトラジディ                                                                                              | 涼木みらい          |
| SNIS-354 | 超高級風俗嬢 | 葵                  |
| SNIS-355 | 交わる体液、濃密セックス | 雅さやか            |
| SNIS-356 | かんなと同棲ズボズボ性活 | 美咲かんな          |
| SNIS-357 | 美乳がチラリ | 天羽繭              |
| SNIS-358 | 西原里伊奈、イキます。初絶頂4本番 | 西原里伊奈          |
| SNIS-359 | 新人NO.1 STYLE 一ノ瀬はるか AVデビュー                                                                                                | 一ノ瀬はるか        |
| SNIS-950 | 義理のお姉さんとの相互オナニーにハマってしまった僕。                                                                                  | 吉沢明歩            |
| SNIS-951 | ヒメカノDMM.同人売上NO.1リアルCGコミック実写化！！                                                                                    | 明日花キララ        |
| SNIS-952 | 天使もえファン感謝祭ファンのチ○ポを絶対満足させる神?対?応！風俗プレイフルコース                                                       | 天使もえ            |
| SNIS-953 | 温泉郷でひっそり営む巨乳サウナレディの精力増強?秘伝回春パイ圧マッサージ                                                               | 葵                  |
| SNIS-954 | 「みはるはキスが好きでたまらないの…」舌と唇と唾液が濃厚に絡み合う涎ダラダラ全身ベロベロ性交                                           | 羽咲みはる          |
| SNIS-955 | 最後は必ずお尻を使って射精することにこだわった湊莉久の究極尻射精SEXテクニッ                                                           | 凑莉久              |
| SNIS-956 | 興奮剤を盛られ他人棒（中年）でメス化した幼馴染のJK彼女                                                                                | 辻本杏              |
| SNIS-957 | 愛しのデカマラ狂乱交 チ○ポ10本ノーカット10本番！                                                                                      | 夏川あかり          |
| SNIS-958 | デカ尻、高身長レースクイーンの食い込み事情に便乗して犯る                                                                              | 松本ななえ          |
| SNIS-959 | 着エロアイドルエロス覚醒 巨根×膣中イキオーガズム                                                                                      | 瀬野みやび          |
| SNIS-960 | 水卜さくらの敏感おっぱい超堪能3時間フルコース                                                                                         | 水卜さくら          |
| SNIS-961 | グラビアアイドル松本菜奈実おっぱいスペシャル敏感Jカップ超堪能4時間フルコース                                                          | 松本菜奈実          |
| SNIS-962 | 新人NO.1 STYLE 吉咲あきなAVデビュー                                                                                                   | 吉咲あき            |
| SNIS-963 | エグい程の肉感AV 神乳・プリ尻・結合が目前に迫る特殊映像＆徹底ローアングル                                                             | RION                |
| SNIS-964 | 汁汗だくだく唾液涎ダラダラ国民的アイドルの本気汁全漏らし性交                                                                          | 三上悠亜            |
| SNIS-965 | パンティライン透け透けピタパン尻に誘惑されて…                                                                                         | 星野ナミ            |
| SNIS-966 | 痴漢されてイキ我慢しているのに感じ過ぎてダダ漏れしちゃう限界失禁アクメ                                                                | 小島みなみ          |
| SNIS-967 | 婚約者（彼氏）と出席した同窓会で泥酔姦輪姦され続けた人生ドン底6日間                                                                   | 葵つかさ            |
| SNIS-968 | 巨乳若妻が連日通ってしまう乳首診断クリニックの実態                                                                                    | 奥田咲              |
| SNIS-969 | 超圧迫Hcupパイズリ31連射させるノンストップ爆乳大乱交                                                                                  | 夢乃あいか          |
| SNIS-970 | 大好きなデカチンで1日中膣中イキさせてください                                                                                         | 橋本ありな          |
| SNIS-971 | 禁欲・寸止め・焦らされた後の人生最高潮オーガズムFUCK                                                                                  | 柳みゆう            |
| SNIS-972 | 他人棒に興奮する若妻を連続97回強制イカセ！肉体痙攣・理性も失わせる背徳トランス性交                                                    | 愛葉りり            |
| SNIS-973 | 初イキ！初体験4本番＋ねっとり濃厚初顔射フェラ                                                                                         | 日菜々はのん        |
| SNIS-974 | 新米教師のわたしが引率した夏合宿は、有名ヤリサーの輪姦合宿でした。                                                                    | 吉沢明歩            |
| SNIS-975 | ..............................................●︿●●︿●●︿●●︿●●︿●●︿●..............................................                  |                     |
| SNIS-976 | DMM.同人でメガヒットを記録したオリジナルCG集が実写化＆ドラマ化！生意気な後輩がイクまで責めるのをやめない。                            | 天使もえ            |
| SNIS-977 | 巨乳OL強・制・連・結 エスカレートしていく連日痴漢車両                                                                                 | 葵                  |
| SNIS-978 | ノーブラおっぱいで全力アピールしてくる彼女の妹と、誘惑に負けちゃう最低な僕。                                                          | 羽咲みはる          |
| SNIS-979 | 風俗店で妹に遭遇した俺（兄）。気まずいと思いきや妹の方から微笑んでくるまさかの胸熱展開に内心ラッキーなむっつり兄貴たち。              | 湊莉久              |
| SNIS-980 | イラマチオが苦手な従順ダメメイドを喉クリ開発するまで無理やり鬼特訓                                                                    | 辻本杏              |
| SNIS-981 | 宅飲みNTR部下たちに自宅を乗っ取られ愛妻を寝取られた晩の胸糞ビデオ                                                                     | 夏川あかり          |
| SNIS-982 | 着エロアイドルおしっこ解禁 恥じらいの快感お漏らし女子校生                                                                             | 瀬野みやび          |
| SNIS-983 | 交わる体液、濃密セックス | 水卜さくら          |
| SNIS-984 | ..............................................●︿●●︿●●︿●●︿●●︿●●︿●..............................................                  |                     |
| SNIS-985 | 新歓コンパNTR 爆乳の幼馴染（昔から好きだった）がヤリサーのDQN先輩たちに寝取られた時の話です。                                         | RION                |
| SNIS-986 | 国民的アイドル アドレナリン大爆発！禁欲1ヶ月後の性欲剥き出し焦らされトランスFUCK                                                      | 三上悠亜            |
| SNIS-987 | ある日、ネットで見つけたのはヤリサーに●●撮りされた彼女の動画だった。                                                                  | 星野ナミ            |
| SNIS-988 | 大乱交解禁！！チ●ポ22本VS小島みなみ常に肉棒を求めてイカセ合うノンストップ大量射精24連発超乱交スペシャル                               | 小島みなみ          |
| SNIS-989 | 既婚男性限定ファン感謝祭葵つかさと一日愛人契約～家庭を忘れS1女優と欲望の限りを尽くす！ガチ寝取り不倫性交ドキュメント～                | 葵つかさ            |
| SNIS-990 | おっぱい大好き悪ガキ巨根少年の押しに根負けして旦那に内緒で朝から晩までハメまくっています                                              | 奥田咲              |
| SNIS-991 | わたし、成績が悪くて今日も学校で固定されています。                                                                                    | 夢乃あいか          |
| SNIS-992 | 女子校生鬼畜輪姦レ●プ～標的にされた性処理生徒会長～                                                                                   | 橋本ありな          |
| SNIS-993 | 汗だく汁だくプレイで全力ご奉仕してくれる ねっとり豊満風俗嬢                                                                           | 柳みゆう            |
| SNIS-994 | 本物人妻母乳解禁 交わる体液、濃密セックス 完全ノーカットスペシャル                                                                    | 愛葉りり            |
| SNIS-995 | はのんに潮吹きの快感を教えてください ”イク時“ よりも気持ち良い恥じらいの大量潮吹きエクスタシー                                        | 日菜々はのん        |
| SNIS-996 | 激イキ104回！痙攣3900回！イキ潮2700cc！Jカップグラドル エロス覚醒 はじめての大・痙・攣スペシャル                                      | 松本菜奈実          |
| SNIS-997 | 新人NO.1 STYLE 新社会人OL “折原ゆら” さんが仕事帰りにまさかのAVデビュー！エロ過ぎて本業と掛け持ちでS1シロウト専属になっちゃいました。 | 折原ゆら            |
| SNIS-998 | 完全緊縛されて無理やり犯された美人弁護士                                                                                              | 吉沢明歩            |
| SNIS-999 | 超高級ヌキ有りメンズエステティシャンの焦らし誘惑回春マッサージ                                                                        | 天使もえ            |

### シリーズ：SSNI
| 番号     | 片名 | 女優             |
| -------- | --- | ---------------- |
| SSNI-001 | 大乱交解禁!! チ●ポ24本VS葵 常に肉棒を求めてイカセ合うノンストップ大量射精25連発 超乱交スペシャル                                                                  | 葵               |
| SSNI-002 | NTR地下ライブ 自慢の巨乳アイドル彼女がファンのキモヲタ達に輪姦されて鬱勃起。                                                                                      | 羽咲みはる       |
| SSNI-003 | 酔っ払うとヤリマン化する湊莉久が理性・記憶がブッ飛ぶほど痙攣絶頂を繰り返す泥酔隠し撮り完全プライベートドキュメント                                                | 湊莉久           |
| SSNI-004 | 激イキし過ぎておしっこ解禁 大痙攣･大絶頂 失禁･お漏らしオーガズム                                                                                                  | 辻本杏           |
| SSNI-005 | 水卜さくらのドキドキ風俗初体験 全力ご奉仕150分フルコース | 水卜さくら       |
| SSNI-006 | ..............................................●︿●●︿●●︿●●︿●●︿●●︿●..............................................                                              |                  |
| SSNI-007 | 専属NO.1 STYLE 107センチKカップ電撃移籍！深田ナナエスワンデビュー                                                                                                 | 深田ナナ         |
| SSNI-008 | RIONファン感謝祭 神乳Jcupを素人ファン宅にハメ放題レンタルしちゃいます！                                                                                           | RION             |
| SSNI-009 | 国民的アイドル人生初大乱交！巨根23本エンドレス無制限セックス | 三上悠亜         |
| SSNI-010 | 相席居酒屋でナンパした巨乳美女2人をお持ち帰り。Hな王様ゲームで気を緩ませたらガードの堅い女友達も誘って夢の4Pセックスできるか                                      | 星野ナミ、奥田咲 |
| SSNI-011 | ヲタサーの姫 キモオタ輪姦映像 地下アイドル活動をしていたわたしは、貢いで貰う為に‘オタサーの姫’をしていた事がバレて…汗臭い囲い（キモオタ）に汁まみれにされました。 | 小島みなみ       |
| SSNI-012 | 夫不在の一週間、義父に犯され続け巨根狂いとなった若妻 | 葵つかさ         |
| SSNI-013 | 泥酔NTR夏合宿 女子大生の巨乳の彼女がサークルのイベント旅行でイッキ酒を飲まされてノリノリで男達のチ●ポを咥えハメまくっていたDVD見てウツ勃起                        | 夢乃あいか       |
| SSNI-014 | ボクを溺愛する彼女の妹の全力フェラチオでこっそり性処理性活 | 橋本ありな       |
| SSNI-015 | 完全緊縛されて無理やり犯された美人若妻 | 夏川あかり       |
| SSNI-016 | 常にデカ尻Tバックで誘惑してくるローションぬるぬるご奉仕メイド | 柳みゆう         |
| SSNI-017 | 最高級風俗マンションへようこそ 日菜々はのんの密着性感テクニック150分フルコース                                                                                    | 日菜々はのん     |
| SSNI-018 | 交わる体液、濃密セックス 完全ノーカットスペシャル | 松本菜奈実       |
| SSNI-019 | 本業掛け持ちシロウト新社会人OLさんが日々のストレス発散しまくる初絶頂！激イキ4本番                                                                                 | 折原ゆら         |
| SSNI-020 | 嫁ぎ先は旦那と連れ子7人！ 全員オトコの絶倫大家族に嫁いだ敏腕美人妻の射精管理術                                                                                    | 吉沢明歩         |
| SSNI-021 | 完全拘束されて抵抗できないどM女子校生をひたすらイカせる拘束調教セックス                                                                                           | 天使もえ         |
| SSNI-022 | 1ヵ月間セックスもオナニーも禁止されムラムラ全開でアドレナリン爆発！痙攣しまくり性欲剥き出しハメっぱなし温泉旅行                                                   | 羽咲みはる       |
| SSNI-023 | 挿入・フェラチオ・接吻をひたすら繰り返す男汁大好きPTM痴女お姉さん                                                                                                 | 湊莉久           |
| SSNI-024 | 女子校生 強・制・連・結 拘束無抵抗痴漢 | 辻本杏           |
| SSNI-025 | 女子校生の美乳がチラリ・ポロリ | 水卜さくら       |
| SSNI-026 | 交わる体液、濃密セックス 完全ノーカットスペシャル | 深田ナナ         |
| SSNI-027 | 新人グラドル吉高寧々のじっくりたっぷり性感開発3本番！初イキ3時間Special                                                                                           | 吉高寧々         |
| SSNI-028 | 専属NO.1 STYLE 松田美子エスワンデビュー なにわの国民的アイドルエロス大爆発！4時間×4本番スペシャル                                                                 | 松田美子         |

## イベント
2010年1月22日には全日本プロレスとのコラボ企画、全日本プロレス×S1 エスワン5周年記念大会を開催、吉沢明歩杯争奪6人タッグマッチ、佳山三花杯争奪「F4vsディストラクション」、桜ここみ杯&賞金「300万円」争奪3WAYトーナメント、渕正信もてもてスーパーファイト（大空かのん、月見栞が渕とタッグを組んだ。）が行われた。